# August Larson

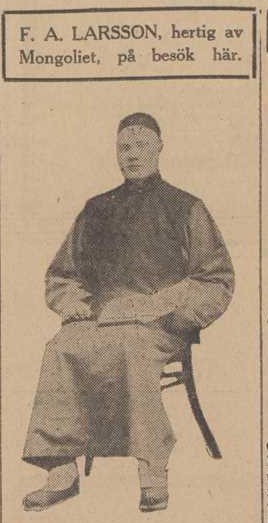
August Larson på besök i Sverige, ur en artikel i Dagens Nyheter, 27 februari 1921.

Frans August Larson född 2 april 1870 i torpet Wretbo under Hällby säteri, Tillberga, Västmanlands län, död 19 december 1957 i Vista, Kalifornien, USA), även känd som hertig Larson, var en svensk missionär, handelsman och diplomat verksam i Mongoliet och Kina 1893-1939. Han vistades från 1893 i Kina och Mongoliet först som missionär och senare som affärsman och politisk rådgivare i mongoliska frågor åt den kinesiska regeringen. År 1920 erhöll han en mongolisk orden tillika med hertigtitel. Han flyttade 1939 till USA.

## Biografi
Larson föddes på torpet Wretbo till Hällby säteri, Tillberga socken i Västmanland som son till torparen Carl Gustaf Larson och Ulrica Louisa Andersdotter. Han sändes 1892 som missionär till Kina av den amerikanska organisationen Christian Alliance. Han lärde sig tala kinesiska och mongoliska och blev vän med flera betydande personer i Yttre Mongoliet, och genomkorsade landet otaliga gånger som bibelkolportör och senare handelsman. Under boxarupproret ledde han en grupp på 23 flyende svenska och amerikanska missionärer från Kalgan i Kina genom Gobiöknen och Yttre Mongoliet till Ryssland.
Han återvände till Kina 1901 som guide och tolk åt två svenska ingenjörer, Wilhelm Olivecrona och Carl Lagerholm, som på uppdrag av Rysk-kinesiska banken gjorde undersökningar för en järnväg från Kjachta i Ryssland över Mongoliet till Peking. Då järnvägen riskerade att påverka maktbalansen i området stoppade britterna vidare undersökningar och Larson återgick till missionsverksamhet, nu som bibelutdelare under sina resor i Mongoliet, i uppdrag av en brittisk mission. Han kom dock till stor del att ägna sig åt sina egna affärer. Handel med och uppfödning av hästar var en viktig del av hans sysselsättning, bl.a. av tävlingshästar till kapplöpningsbanorna i Shanghai. Han uppgav själv i sin bok Duke of Mongolia" (Mongoliet och mitt liv bland mongolerna) att han sålt 200 000 hästar. Han slutade sitt engagemang som missionär 1913.
Han hade speciellt under 1910- och 1920-talen ett betydande inflytande som rådgivare till flera personer i Mongoliets ledarskikt, och blev 1920 utsedd till gun av Mongoliet, hertig av Mongoliet. Han var efter Mongoliets självständighet 1911 vid flera tillfällen den mongoliske religiösa och politiska ledaren Bogdo Gegens sändebud till Kina. Krig hade brutit ut mellan Mongoliet och Kina 1911 efter det kinesiska kejsardömets fall och Mongoliets självständighetsdeklaration. Kinas president Yuan Shikai som ville få ett slut på kriget vände sig till Larson, som lyckades medla fred. Som ett resultat blev han utsedd till den kinesiska presidentens rådgivare om mongoliska frågor, en post han hade under åren 1912-1914. Han anlitades under trettiotalet även av den kinesiske presidenten Chiang Kai-shek, som expert på mongoliska och nordkinesiska frågor.
Han tvingades lämna Yttre Mongoliet för gott 1925 då Sovjetryssland hade omvandlat landet till en sovjetisk republik. Han bosatte sig senare i Inre Mongoliet men Japans ökande inflytande i området och invasion 1937 tvingade honom 1938 att fly undan en väntad arrestering. Under den svåra torkan i Mongoliet 1935 samarbetade han med den Svenska Mongolmissionen för att distribuera hjälp.
Han skrev böcker om Mongoliet, den mest spridda var hans första bok Mongoliet och mitt liv bland mongolerna, spökskriven av Nora Waln, som kom ut 1929 och blev översatt till ett stort antal språk, och till och med blev lärobok i skolor som undervisade på turkiska. Han var på sin tid en kändis såväl i Sverige som internationellt.
Larson anlitades flera gånger som expeditionsledare, bland annat av Roy Chapman Andrews i början av 1920-talet, på expeditioner som sökte efter dinosauriefossil i Gobiöknen. Framförallt innebar Larsons medverkan att erforderliga tillstånd för expeditionen erhölls, med tillträde till annars stängda områden.
Han medverkade 1927 på en del av Sven Hedins sista expedition som karavanförare. På uppdrag av Sven Hedin arbetade han sedan med att leta fram och kopiera ett mongoliskt lamatempel, Gyllene templet (Putuo Zongcheng) från Chengde, som kom att bli en av huvudattraktionerna vid världsutställningen i Chicago 1933. Templet förvaras numera nerpackat i olika magasin i Stockholm och planeras att sättas upp igen i Sigtuna.

## Utmärkelser
- Kommendör av Vasaorden (KVO) 24 januari 1929[4]